# Le Songe ou l'Astronomie lunaire
Le Songe ou l'Astronomie lunaire (en latin Somnium, seu opus posthumum de astronomia lunari) est un roman écrit en 1608 par Johannes Kepler et publié de manière posthume par son fils Ludwig en 1634.
Le livre, écrit en latin, raconte l’histoire d’un jeune Islandais féru d’astronomie, Duracotus, dont la mère, magicienne, lui fait connaître les démons : l’un d’eux leur apprend l’existence d’une île, difficile d’accès, Levania (la Lune)…
Souvent considéré comme l’un des premiers ouvrages de science-fiction, Le Songe est aussi un prétexte à une présentation des connaissances de Kepler sur l’astre lunaire.

## Contextes et inspirations

### Écriture et publication desSonges
Si le Songe ne paraît que quatre ans après la mort de Kepler, en 1634, il faut cependant noter que son idée est née assez tôt dans l’esprit de l'auteur. Ainsi dès 1593, il écrivit une dissertatio sur la manière dont la Terre apparaît, vue de la Lune, puis en 1609 « une astronomie nouvelle pour ceux qui habitent la Lune, et en un mot une géographie lunaire ». Le manuscrit circule alors à partir de 1611 et devient célèbre lors des accusations de sorcellerie intentées contre la mère de Kepler : c’est alors que, par défi, l’astronome publie l’ouvrage en lui adjoignant un grand nombre de notes ainsi qu’une annexe sélénographique (appendix geographica seu mavis, Selenographica).
Il est probable que c’est aussi à cette époque que Kepler envisage de changer le genre de son récit, celui-ci étant devenu fictionnel. Une lettre écrite à Matthias Bernegger le 4 décembre 1623 semble confirmer cette hypothèse :

« Deux années après mon retour à Linz, je commençais à travailler à nouveau sur l’astronomie de la lune, ou plutôt à l’élucider par des remarques. J’attends toujours en vain une édition de Plutarque en grec, qui ne m’a pas encore été envoyée de Vienne malgré les promesses qui m’ont été faites [...] Je dois ajouter à cela une observation que j’ai faite récemment en regardant la lune au télescope, chose merveilleuse et remarquable : des villes encerclées de murs, comme on peut le voir par le dessin des ombres. Y aurai-t-il besoin d’avancer plus de justifications ? Campanella a écrit une Cité du Soleil. Ne pourrais-je pas écrire une « Cité de la Lune » ? Ne serait-il pas formidable de décrire les mœurs des cyclopes de notre temps, mais pour ce faire – il faut rester prudent – quitter la terre pour se rendre sur la lune ? Cependant, quel serait l’intérêt d’un tel voyage dans les airs ? More dans son Utopie comme Érasme dans son Éloge de la Folie ont dû aborder bien des questions difficiles pour se protéger de la censure. Laissons donc les vicissitudes de la politique et restons dans les fraîches et vertes prairies de la philosophie. »

On peut ainsi noter que Kepler s’est refusé à écrire une utopie, malgré la mode de l’époque. Quant à la traduction du dialogue de Plutarque intitulé De la figure que l’on voit dans le visage de la Lune, elle paraîtra en même temps que le Songe. Kepler note lui-même dans le Songe que les notes ont été rédigées entre 1620 et 1630.

### Sources d’inspiration
Les nombreuses notes que Kepler adjoint à son récit ne sont pas uniquement scientifiques. Il se plaît à montrer le caractère allégorique de ses inventions, expliquant ainsi, par exemple, en la note 34, que le terme démon vient du grec δαημον, signifiant « savant », et que les démons de son ouvrage représentent les scientifiques :

« 34. Spiritus hi sunt scientiæ, in quibus aperiuntur rerum causæ. Admonuit me hujus allegoriæ vox græca Dæmon, quæ a δαιειν deducitur, quod est scire, quasi δαημον. Hoc supposito lege jam notam 28. a § Nimirum. »

Elles lui permettent aussi de préciser ses références. Ainsi Kepler cite-t-il Lucien ou encore Plutarque, à des fins mythographiques selon James Romm.

## Résumé
Le Songe comprend trois parties : le récit suivi d’un important nombre de notes et d’une sélénographie. C’est à partir de données scientifiques que Kepler bâtit son récit fictionnel.
Le Songe est présenté par Kepler comme l’un de ses propres rêves : « un jour, après avoir observé les étoiles », et après la lecture de la « célèbre magicienne de Bohême », Libussa, il lui semble lire dans son rêve un livre dont Le Songe n’est en fait que le souvenir.
Il s’agit de l’autobiographie d’un jeune Islandais, Duracotus, dont la mère, Fiolxhilde, gagne sa vie en vendant de curieux petits sacs d’herbes en peau de chèvre. Un jour cependant, Duracotus ouvre l’un d’eux par curiosité : furieuse, sa mère le vend à un capitaine au lieu du sac. Il reste avec lui jusqu’à ce qu’une lettre soit livrée à l’astronome Tycho Brahe, sur l’île de Wen (Hven, aujourd’hui, Ven) : Duracotus réussit à décider le capitaine de le laisser remettre la lettre et le laisse sur l’île en lui promettant de revenir plus tard.
Grâce à Tycho Brahe, Duracotus apprend le danois et l’astronomie qui le fascine. Cinq années plus tard, il retourne en Islande où il souhaite profiter de ses nouvelles connaissances pour s’élever socialement. Il y retrouve avec plaisir sa mère encore active qui apprend avec plaisir qu’il a étudié l’astronomie. Plus tard, elle lui apprend qu’elle-même a appris la science des astres de démons à son service qui peuvent la transporter avec eux ou lui décrire les endroits qu’elle ne pourrait visiter. C’est alors qu’elle invoque l’un des neufs chefs de ces esprits (praecipui) qui lui est particulièrement proche et qui aime à lui évoquer une certaine région nommée Levania.
Le démon dûment invoqué, il leur décrit l’île de Levania, c’est-à-dire la Lune, séparée de la Terre par cinquante mille milles germaniques  à travers l’éther. Une voie existe entre la Lune et la Terre, par laquelle les démons peuvent emmener les hommes en seulement quatre heures sur l’île de Levania.

### Voyage vers Levania
Le voyage est cependant très difficile pour les êtres humains, à cause du choc (durissima), du froid dont les démons les prémunissent grâce à leur pouvoir ou encore de l’absence d’air dont il faut se garder grâce à des éponges humides (spongiis humectis). Le voyage est difficile jusqu’à une certaine altitude où il devient alors plus facile (facilior). D’autres difficultés sont encore évoquées par le démon, comme la lumière accablante du Soleil (en particulier pour un démon) qui explique qu’ils attendent une éclipse solaire (defectus Solis) avant d’effectuer le voyage. De même, les démons lévantins restent-ils cachés dans le sous-sol sauf lors de ces éclipses.

### Description de Levania
Le démon souhaite ensuite décrire l’île de Levania elle-même : elle est séparée en deux hémisphères, qu’il nomme Subvolva et Privolva. Privolva est la partie de la Lune qui fait toujours face à la Terre (Volva) et Subvolva est la face cachée de la Lune. S’ensuit une description détaillée de l’astronomie lévanienne, de sa géographie ainsi que d’une zoologie et une botanique des habitants qui peuplent Subvolva et Privolva.
Si les étoiles occupent les mêmes places que celles observées depuis la Terre, il n’en est pas de même des planètes et notamment du Soleil qui change de taille au cours d’une même journée. Le passage riche en notes témoigne de l’ampleur des recherches de Kepler sur ce point. La description de Volva (la Terre) est quant à elle inspirée de la géographie terrestre dans laquelle Kepler a tenté de décrire des formes : l’Afrique en forme de tête, l’Europe en forme de jeune fille ou le chat figurant les pays scandinaves.
Le récit s’arrête finalement brusquement, Kepler s’étant subitement réveillé à cause du vent et de la pluie au dehors de sa maison.

## Postérité

### DuSongeaux premiers ouvrages de science-fiction
On trouve de larges échos des descriptions de la vie souterraine des sélénites chez de nombreux écrivains du XVIIe, :
- The man in the Moon, de Francis Godwin, 1638 ;
- The Discovery of a World in the Moon, de John Wilkins, 1638 ;
- Insomnium Philosophicum, d'Henry More, 1647 ;
- L’autre monde, de Savinien de Cyrano de Bergerac, ~1650 ;
- The Elephant in the Moon, de Samuel Butler, ~1650 ;
- Le paradis perdu, de John Milton, 1667 ;
- Iter Exstaticum, du Père Athaniasius Kircher, 1671 ;
- Entretiens sur la pluralité des mondes, de Fontenelle, 1686.

Le genre du vol cosmique connaît ensuite un important succès au XVIIIe en se nourrissant de la nouvelle physique newtonienne. L’influence du Songe est encore palpable au XIXe :
- Mondes imaginaires et mondes réels, de Camille Flammarion, 1864 ;
- Autour de la Lune, de Jules Verne, 1869 ;
- Les premiers hommes dans la Lune, d'Herbert George Wells, 1901[B 6].

Ces deux derniers ouvrages marquent le vrai début de la littérature d’anticipation, ou science-fiction.

### L’œuvre
- Johannes Kepler, Le Songe, ou Astronomie lunaire, trad. du latin Michèle Ducos, Presses Universitaires de Nancy, 1984.

### Études
- William Poole, "Francis Godwin, Johannes Kepler, Robert Burton, and the origins of English Science-Fiction", in Philological Quarterly, n° 84, 2004, p. 189-210.
- William Poole, " Le Songe de Kepler et L'Homme dans la Lune de Godwin : naissance de la science-fiction 1593-1638", trad.
- Christian Larcher, Le Songe, ou l'Astronomie Lunaire de Johannes Kepler, Cahiers Clairault n° 179 [lire en ligne]
- (en) Jean-Pierre Luminet, « Autour du « Songe » de Kepler », 2011.